# Joey Alexander

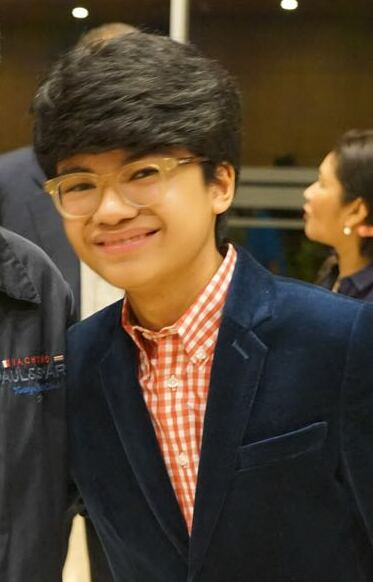
Joey Alexander, eigentlich Josiah Alexander Sila (2017)

Joey Alexander, eigentlich Josiah Alexander Sila (* 25. Juni 2003 in Denpasar, Bali), ist ein indonesischer Jazzpianist. Er gilt als musikalisches Wunderkind.

## Leben
Alexander begann mit sechs Jahren mit dem Klavierspielen. Er griff nach Gehör sofort die Melodie von Thelonious Monks Well, You Needn’t und anderer Jazzstandards aus der Tonträgersammlung seines Vaters auf. Die Eltern erkannten das Talent und zogen mit ihm nach Jakarta, um ihrem Sohn den Kontakt mit den Musikern der dortigen Jazzszene zu ermöglichen. Mit acht Jahren spielte Alexander bei einer Veranstaltung der UNESCO, wo ihn Herbie Hancock hörte; dessen Lob hat Alexander nach eigenen Angaben ermutigt, sich voll auf den Jazz zu konzentrieren.
Alexanders erstes Album, My Favorite Things, veröffentlichte er im Alter von elf Jahren, am 12. Mai 2015, bei Motéma Music. Es erreichte Platz 2 in den US-amerikanischen Jazzcharts und platzierte sich auch in den offiziellen Verkaufscharts. Bedeutende Konzertauftritte hatte er unter anderem beim Jakarta Jazz Festival 2014 und beim Copenhagen Jazz Festival im selben Jahr. Im Juli 2015 trat er erstmals als Headliner beim renommierten Newport Jazz Festival in Newport, USA, auf. Wynton Marsalis, künstlerischer Leiter des Instituts und der Konzertreihe Jazz at Lincoln Center in New York, lud Joey Alexander zu einem Auftritt bei der Gala der Organisation 2014 ein. Impresario und Jazzpianist George Wein sagte, nachdem er ihn das erste Mal spielen gehört hatte: „Joey spielen zu hören, hinterließ einen Eindruck, wie ich es noch nie zuvor bei einem Musiker seines Alters erlebt habe. Es liegt Individualität in seinem Stil und eine einzigartige Reife im Aufbau seiner Harmonien, die weit über das hinausgeht, was von einem Musiker seines Alters zu erwarten wäre.“
Alexander wurde dreimal für Grammy Awards nominiert. 2015 war er mit Countdown als bestes improvisiertes Jazzsolo der jüngste Nominierte aller Zeiten. 2016 wurde er mit Giant Steps als beste Solo-Jazzimprovisation und mit My Favorite Things als bestes Jazz-Instrumentalalbum nominiert.
Joey Alexander lebt seit 2014 mit seinen Eltern in New York. Von der US-Einwanderungsbehörde erhielt er ein Visum „für Einzelpersonen mit außerordentlichen Fähigkeiten“.

## Diskografie
- My Favorite Things (Motéma 2015, mit Alphonso Horne, Larry Grenadier bzw. Russell Hall, Ulysses Owens, Sammy Miller)
- Countdown (Motéma, 2016, mit Chris Potter, Larry Grenadier, Dan Chmielinski, Ulysses Owens)
- Joey. Monk. Live! (Motéma, 2017, mit Scott Colley, Willie Jones III)
- Eclipse (Motéma, 2018, mit Joshua Redman, Reuben Rogers, Eric Harland)
- Warna (Verve, 2020, mit Larry Grenadier, Anne Drummond, Luisito Quintero, Kendrick Scott)
- Origin (Mack Avenue, 2022, mit Chris Potter, Gilad Hekselman, Larry Grenadier, Kendrick Scott)[7]
- Continuance (Mack Avenue, 2023, mit Theo Croker, Kris Funn, John Davis)[8]